# 시로니시촌 (야마가타현)
시로니시촌(城西村)은 야마가타현 미나미무라야마군에 있던 촌이다.

## 역사
- 1889년 4월 1일 - 정촌제 시행에 수반해 3촌의 구역으로 시로니시촌이 성립하였다.
  - 12월 26일 - 촌 구역이 분할되어 오이즈카 구역을 중심으로 오이즈카촌이, 오이즈카 가미사와라자와・시모사와라자와 구역을 중심으로 사와라사와촌이 성립하였다.

## 참고문헌
- 『市町村名変遷辞典』東京堂出版、1990年。